# Подпорезен
Подпорезен (словен. Podporezen) — поселення в общині Железнікі, Горенський регіон, Словенія. Висота над рівнем моря: 1096,4 м.